# Paul Peel

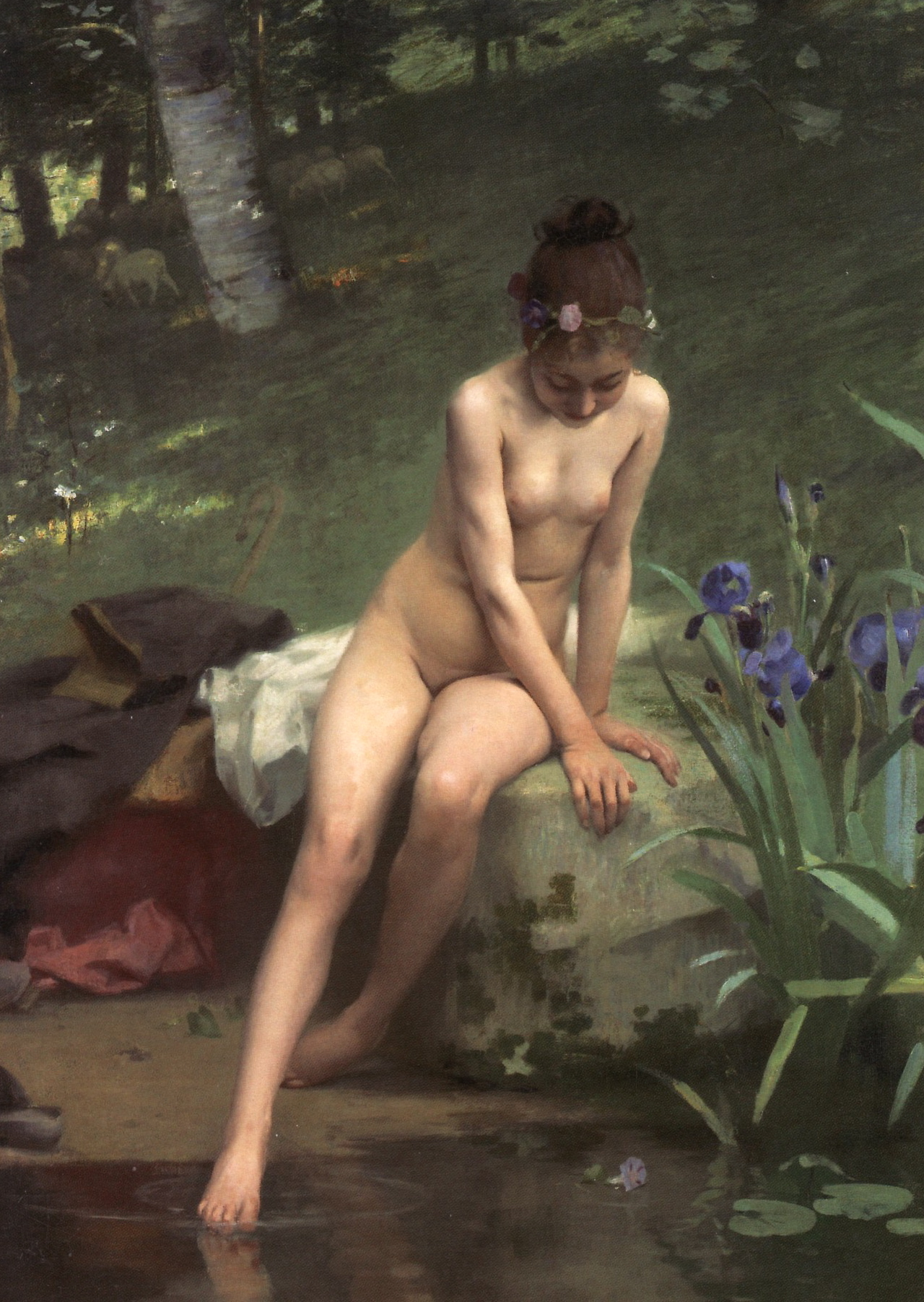
Mała pastereczka – 1892

Paul Peel (ur. 7 listopada 1860 w Londynie (Ontario), zm. 3 października 1892 w Paryżu) – kanadyjski malarz.
Jego pierwszym nauczycielem był ojciec. Studiował w Akademii Sztuk Pięknych w Filadelfii u Thomasa Eakinsa, później wyjechał do Paryża. Studiował w École des Beaux-Arts i Académie Julian. Jego nauczycielami byli malarze akademiccy Benjamin Constan i Henri-Lucien Doucet.
Wiele podróżował po Kanadzie i Europie, był członkiem Ontario Society of Artists i Kanadyjskiej Akademii Królewskiej. Wystawiał w paryskim Salonie, był rozpoznawany jako twórca sentymentalnych aktów i obrazów dzieci. Jego prace odznaczają się subtelnym użyciem światła i koloru. Pod koniec życia jego prace zaczęły ewoluować w stronę impresjonizmu.
Peel był żonaty z Isaure Verdier i miał z nią dwoje dzieci. Mieszkał na stałe w Paryżu. Zmarł przedwcześnie w 32. roku życia w wyniku infekcji płuc.

## Ważniejsze prace
- Oddanie – 1881
- Matka i dziecko – 1888
- Młody botanik – 1888-1890
- Portret Glorii Roberts – 1889
- Po kąpieli – 1890
- Robert Andre Peel – ok. 1892